# Blechnum ambiguum
Blechnum ambiguum är en kambräkenväxtart som beskrevs av Georg Friedrich Kaulfuss och Presl. Blechnum ambiguum ingår i släktet Blechnum och familjen Blechnaceae. Inga underarter finns listade.

## Bildgalleri

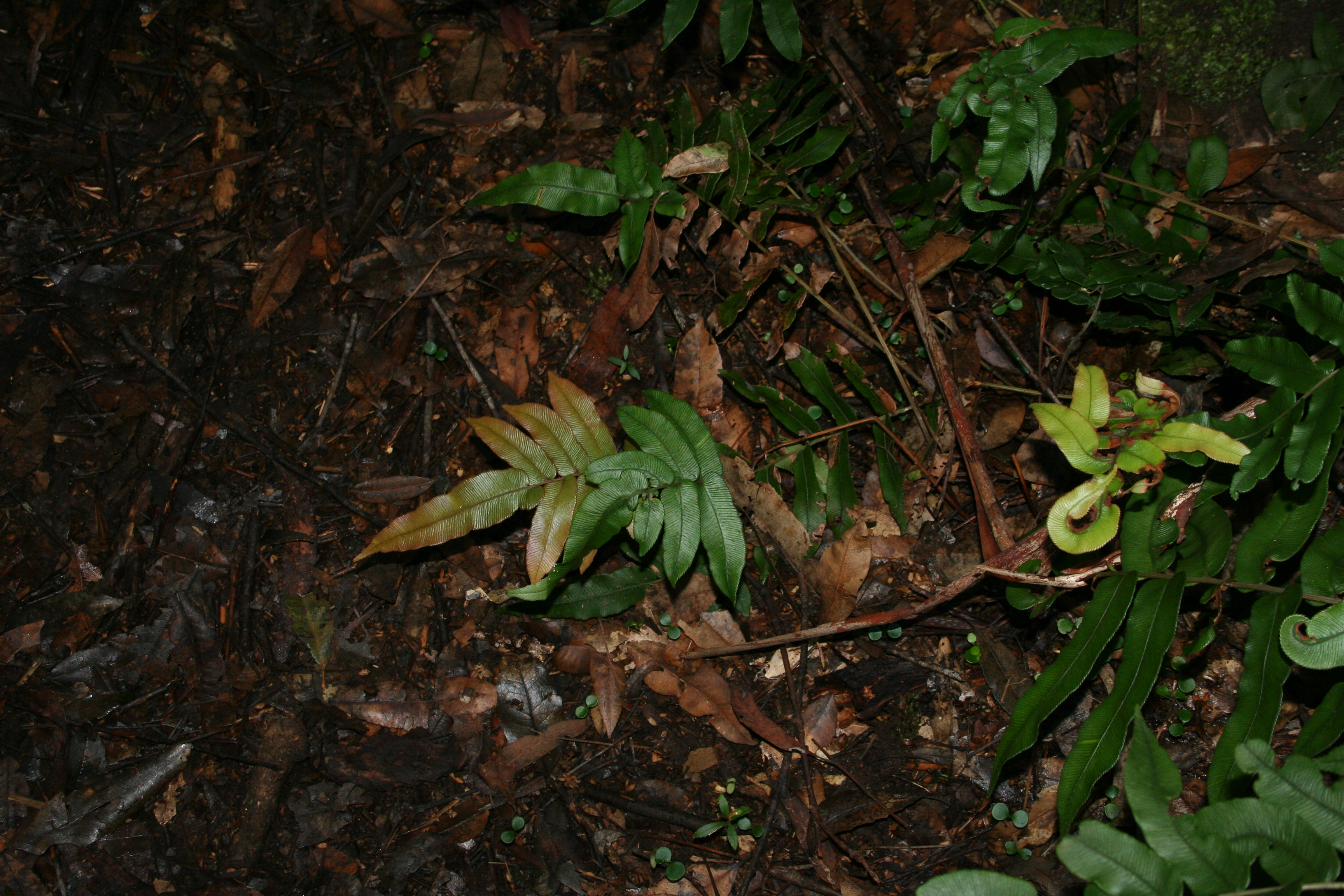
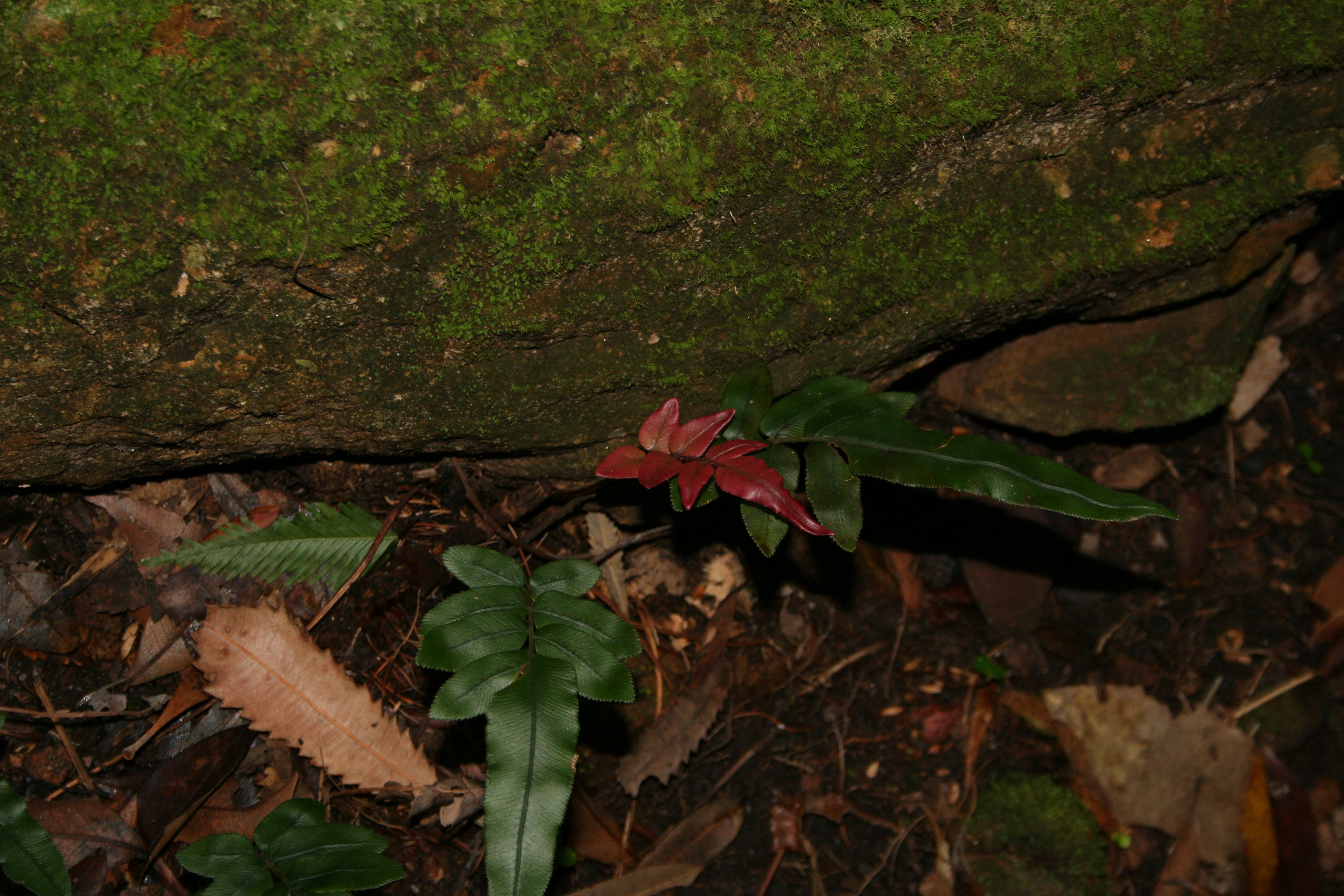
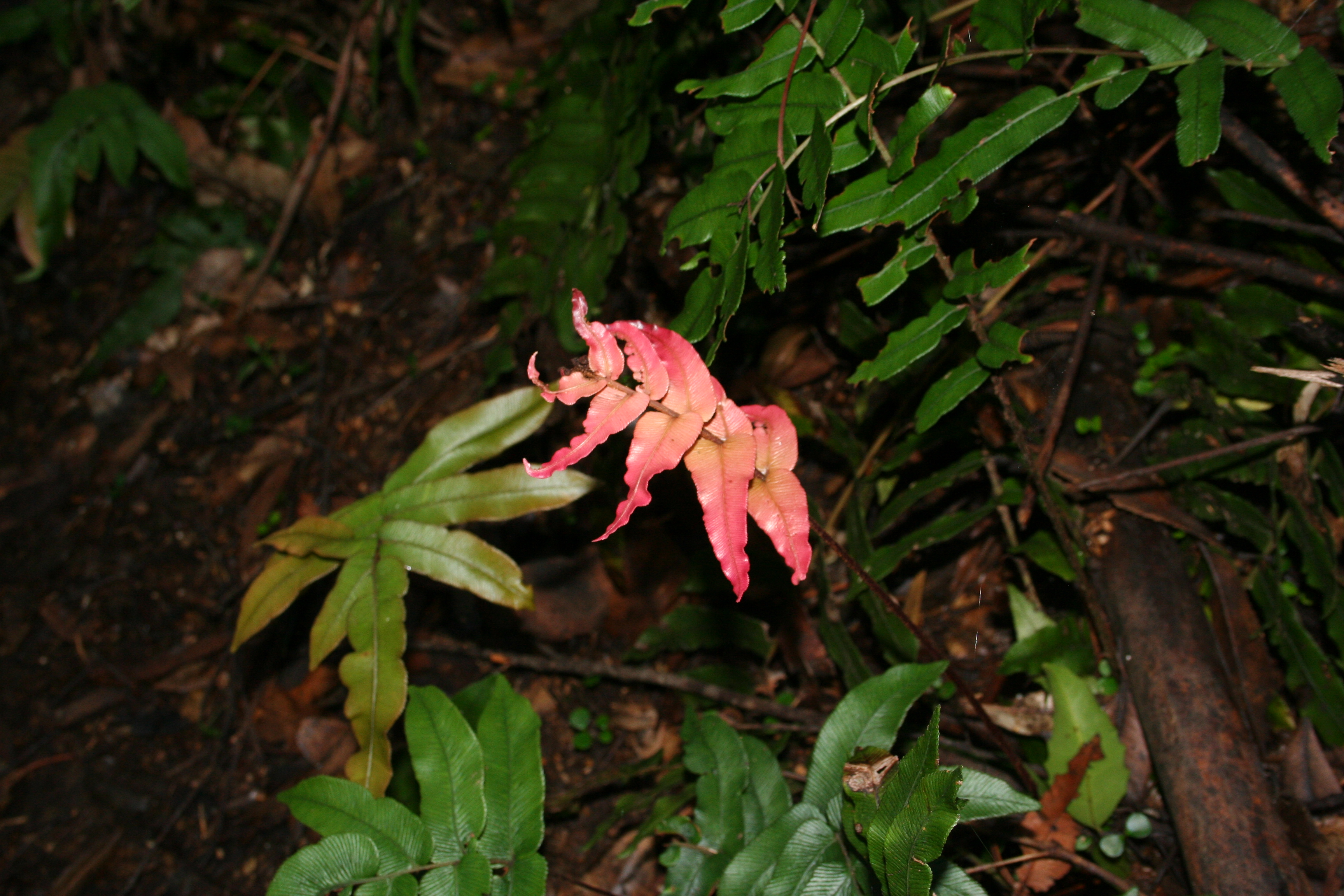